# Miški contro Judenič
Miški contro Judenič (Мишки против Юденича) è un cortometraggio muto del 1925 diretto da Grigorij Kozincev e Leonid Trauberg.